# Ceuthophilus leptopus
Ceuthophilus leptopus är en insektsart som beskrevs av Strohecker 1947. Ceuthophilus leptopus ingår i släktet Ceuthophilus och familjen grottvårtbitare. Inga underarter finns listade i Catalogue of Life.